# Pas de Llevata
El Pas de Llevata és un coll a 2.435,6 m d'altitud situat en el límit dels termes municipals de Sarroca de Bellera (antic terme de Benés) i de la Vall de Boí (antic terme de Barruera).
Està situat al sud del Bony del Montanyó i al nord de la Pica de Cerví, al nord-est del Port d'Erta. Hi passava el camí de bast que unia Manyanet amb Taüll i, per tant, les valls del riu de Manyanet i de la Noguera de Tor.